# Prediabetis
La prediabetis és un component de la síndrome metabòlica i es caracteritza per nivells elevats de sucre en sang que cauen per sota del llindar per diagnosticar diabetis mellitus. Normalment, no causa símptomes, però les persones amb prediabetis sovint tenen obesitat (especialment obesitat abdominal o visceral), dislipèmia amb triglicèrids alts i/o colesterol HDL baix i hipertensió. També s'associa amb un major risc de patir malalties cardiovasculars. La prediabetis es considera amb més precisió una etapa primerenca de la diabetis, ja que les complicacions de salut associades a la diabetis tipus 2 sovint es produeixen abans del diagnòstic de diabetis.
La prediabetis es pot diagnosticar mesurant l'hemoglobina A1c o, rarament, amb la prova de tolerància a la glucosa. Moltes persones poden ser diagnosticades mitjançant proves de cribratge de rutina. L'enfocament de tractament principal inclou canvis en l'estil de vida, com ara exercici i ajustos dietètics. Alguns medicaments es poden utilitzar per reduir els riscos associats a la prediabetis. Hi ha una alta taxa de progressió cap a la diabetis tipus 2, però no totes les persones amb prediabetis desenvolupen diabetis tipus 2. La prediabetis pot ser una condició reversible amb canvis en l'estil de vida.
Per a moltes persones, la prediabetis i la diabetis es diagnostiquen mitjançant una detecció de rutina en una revisió. Com més aviat es diagnostiqui la prediabetis, més probable és que una intervenció tingui èxit.